# Seznam azerbajdžanskih slikarjev
Seznam azerbajdžanskih slikarjev.

## A
- Mikail Abdullayev

## B
- Sattar Bahlulzadeh

## M
- Ilham Mirzajev

## N
- Togrul Narimanbekov

## S
- Tahir Salahov (1928 – 2021)